# Sin Yong-nam
Sin Yong-nam (신용남?, 申勇南?); Hamhung, 23 gennaio 1978) è un allenatore di calcio ed ex calciatore nordcoreano, di ruolo centrocampista, attuale commissario tecnico della nazionale nordcoreana.

## Statistiche

### Statistiche da allenatore

#### Nazionale nordcoreana
| Squadra        | Naz                       | dal             | al        | Record | Record | Record | Record     | Record | Record | Record | Record |
| G              | V                         | N               | P         | GF     | GS     | DR     | % Vittorie |        |        |        |        |
| -------------- | ------------------------- | --------------- | --------- | ------ | ------ | ------ | ---------- | ------ | ------ | ------ | ------ |
| Corea del Nord | Corea del Nord (bandiera) | 1º gennaio 2023 | in carica | 12     | 3      | 3      | 6          | 15     | 14     | +1     | 25,00  |

#### Panchine da commissario tecnico della nazionale nordcoreana
| Cronologia completa delle presenze e delle reti in nazionale ― Corea del Nord | Cronologia completa delle presenze e delle reti in nazionale ― Corea del Nord | Cronologia completa delle presenze e delle reti in nazionale ― Corea del Nord | Cronologia completa delle presenze e delle reti in nazionale ― Corea del Nord | Cronologia completa delle presenze e delle reti in nazionale ― Corea del Nord | Cronologia completa delle presenze e delle reti in nazionale ― Corea del Nord | Cronologia completa delle presenze e delle reti in nazionale ― Corea del Nord | Cronologia completa delle presenze e delle reti in nazionale ― Corea del Nord |
| Data                                                                          | Città                                                                         | In casa                                                                       | Risultato                                                                     | Ospiti                                                                        | Competizione                                                                  | Reti                                                                          | Note                                                                          |
| ----------------------------------------------------------------------------- | ----------------------------------------------------------------------------- | ----------------------------------------------------------------------------- | ----------------------------------------------------------------------------- | ----------------------------------------------------------------------------- | ----------------------------------------------------------------------------- | ----------------------------------------------------------------------------- | ----------------------------------------------------------------------------- |
| 16-11-2023                                                                    | Jeddah                                                                        | Siria                                                                         | 1 – 0                                                                         | Corea del Nord                                                                | Qual. Mondiali 2026                                                           | -                                                                             | Cap: K.C.Jang                                                                 |
| 21-11-2023                                                                    | Yangon                                                                        | Birmania                                                                      | 1 – 6                                                                         | Corea del Nord                                                                | Qual. Mondiali 2026                                                           | 3 Jong Il-gwan Choe Ju-song (rig.) Han Kwang-song Ri Hyong-jin                | Cap: K.C.Jang                                                                 |
| 21-3-2024                                                                     | Tokyo                                                                         | Giappone                                                                      | 1 – 0                                                                         | Corea del Nord                                                                | Qual. Mondiali 2026                                                           | -                                                                             | Cap: K.C.Jang                                                                 |
| 26-3-2024                                                                     | Pyongyang                                                                     | Corea del Nord                                                                | 0 – 3 tav                                                                     | Giappone                                                                      | Qual. Mondiali 2026                                                           | -                                                                             |                                                                               |
| 6-6-2024                                                                      | Vientiane                                                                     | Corea del Nord                                                                | 1 – 0                                                                         | Siria                                                                         | Qual. Mondiali 2026                                                           | Jong Il-gwan                                                                  | Cap: K.C.Jang                                                                 |
| 11-6-2024                                                                     | Vientiane                                                                     | Corea del Nord                                                                | 4 – 1                                                                         | Birmania                                                                      | Qual. Mondiali 2026                                                           | Ri Il-song 3 Ri Jo-guk 1 (rig.)                                               | Cap: K.C.Jang                                                                 |
| 27-8-2024                                                                     | Amman                                                                         | Giordania                                                                     | 0 – 0                                                                         | Corea del Nord                                                                | Amichevole                                                                    | -                                                                             |                                                                               |
| 29-8-2024                                                                     | Amman                                                                         | Giordania                                                                     | 2 – 1                                                                         | Corea del Nord                                                                | Amichevole                                                                    | -                                                                             |                                                                               |
| 5-9-2024                                                                      | Tashkent                                                                      | Uzbekistan                                                                    | 1 – 0                                                                         | Corea del Nord                                                                | Qual. Mondiali 2026                                                           | -                                                                             | Cap: K.C.Jang                                                                 |
| 10-9-2024                                                                     | Vientiane                                                                     | Corea del Nord                                                                | 2 – 2                                                                         | Qatar                                                                         | Qual. Mondiali 2026                                                           | Ri Il-song Kang Kuk-chol                                                      | Cap: K.C.Jang                                                                 |
| 10-10-2024                                                                    | Al Ain                                                                        | Emirati Arabi Uniti                                                           | 1 – 1                                                                         | Corea del Nord                                                                | Qual. Mondiali 2026                                                           | Jong Il-gwan                                                                  | Cap: K.B.Kim                                                                  |
| 15-10-2024                                                                    | Bishkek                                                                       | Kirghizistan                                                                  | 1 – 0                                                                         | Corea del Nord                                                                | Qual. Mondiali 2026                                                           | -                                                                             | Cap: K.C.Jang                                                                 |
| Totale                                                                        |                                                                               | Presenze                                                                      | 12                                                                            |                                                                               | Reti                                                                          | 15                                                                            |                                                                               |